# Solar Physics
Solar Physics – czasopismo naukowe, założone w 1967 roku, wydawane w języku angielskim, a drukowane w Holandii. Główna tematyka czasopisma to astrofizyka i badania Słońca oraz innych gwiazd.
Czasopismo Solar Physics posiada dość wysoki wskaźnik Impact factor, w 2008 było to 2.774